# Leendert van Steensel
Leendert „Leen“ van Steensel (* 20. April 1984 in Rotterdam) ist ein niederländischer Fußballspieler.

## Karriere
Der Abwehrspieler kam über Be Fair Waddinxveen und VV Moordrecht zu seiner ersten Profistation FC Utrecht. Hier gab er am 30. November 2003 gegen Roda JC sein Debüt in der Eredivisie. Allerdings blieben die zwei Minuten als Einwechselspieler für Jean Paul de Jong in dieser Saison sein einziger Einsatz. Nach weiteren Kurzeinsätzen in den folgenden Spielzeiten machte er sein erstes Match über 90 Minuten als Innenverteidiger neben Edson Braafheid am 29. Dezember 2005 bei einem 2:1-Sieg bei RBC Roosendaal. Nachdem er in der Hinrunde der Saison 2006/07 nur auf einen weiteren Kurzeinsatz gekommen war, wechselte er in der Winterpause zum im Abstiegskampf befindlichen deutschen Zweitligisten FC Carl Zeiss Jena. Nach Saisonende ging er zurück in die Niederlande, wo er seit der Spielzeit 2007/08 bei Excelsior unter Vertrag steht. Mit den Rotterdamern stieg er am Ende der Saison ab und verbrachte zwei Jahre in der Eerste Divisie, in denen er sich jedoch einen Stammplatz in der Innenverteidigung erarbeitete. 2010 stieg van Steensel mit Excelsior wieder in die Eredivisie auf. Nach erneutem Abstieg wechselte er 2012 zum Drittligisten VV Capelle.

### Stationen
- FC Utrecht: 2003–2006 (Eredivisie, 19 Einsätze/1 Tor)
- FC Carl Zeiss Jena: 2007 (2. Bundesliga, 10/0)
- Excelsior Rotterdam: 2007–2012 (Eredivisie 71/6; Eerste Divisie 53/5)
- VV Capelle: seit 2012 (Topklasse 1/0)

(Stand: 21. Dezember 2012)